# Кубок Аргентини з футболу 2020
Кубок Аргентини з футболу 2020 — 11-й розіграш кубкового футбольного турніру у Аргентині. Титул володаря кубка вчетверте здобув Бока Хуніорс.

## Календар
| Раунд                 | Дата                        | Матчі | Клуби   |
| --------------------- | --------------------------- | ----- | ------- |
| Кваліфікаційний раунд | 15 січня - 20 лютого 2020   | 26    | 77 → 64 |
| 1/32 фіналу           | 26 лютого - 12 березня 2020 | 32    | 64 → 32 |
| 1/16 фіналу           | 17 березня - 4 серпня 2021  | 16    | 32 → 16 |
| 1/8 фіналу            | 13 липня - 23 вересня 2021  | 8     | 16 → 8  |
| 1/4 фіналу            | 23 вересня - 14 жовтня 2021 | 4     | 8 → 4   |
| 1/2 фіналу            | 4 листопада - 2 грудня 2021 | 2     | 4 → 2   |
| Фінал                 | 9 грудня 2021               | 1     | 2 → 1   |

## 1/8 фіналу
| Команда 1                     | Рахунок      | Команда 2           |
| ----------------------------- | ------------ | ------------------- |
| 13 липня 2021                 |              |                     |
| Вілья Сан-Карлос (3)          | 0:1          | Патронато           |
| 14 липня 2021                 |              |                     |
| Сан-Тельмо (3)                | 1:0          | Банфілд             |
| 20 липня 2021                 |              |                     |
| Атлетіко Сармієнто (2)        | 0:1          | Темперлей (2)       |
| 5 серпня 2021                 |              |                     |
| Бока Хуніорс                  | 0:0 пен. 4:1 | Рівер Плейт         |
| 12 серпня 2021                |              |                     |
| Естудіантес (Ріо-Кварто) (2)  | 1:1 пен. 5:6 | Тальєрес (Кордова)  |
| 19 серпня 2021                |              |                     |
| Хімнасія і Есгріма (Ла-Плата) | 2:3          | Архентінос Хуніорс  |
| 19 серпня 2021                |              |                     |
| Дефенса і Хустісія            | 0:0 пен. 4:5 | Тігре (2)           |
| 23 вересня 2021               |              |                     |
| Годой-Крус                    | 3:3 пен. 5:4 | Расінг (Авельянеда) |

## 1/4 фіналу
| Команда 1          | Рахунок      | Команда 2          |
| ------------------ | ------------ | ------------------ |
| 23 вересня 2021    |              |                    |
| Бока Хуніорс       | 0:0 пен. 4:2 | Патронато          |
| 30 вересня 2021    |              |                    |
| Темперлей (2)      | 1:2          | Тальєрес (Кордова) |
| 7 жовтня 2021      |              |                    |
| Годой-Крус         | 1:0          | Тігре (2)          |
| 14 жовтня 2021     |              |                    |
| Архентінос Хуніорс | 2:1          | Сан-Тельмо (3)     |

## 1/2 фіналу
| Команда 1          | Рахунок | Команда 2          |
| ------------------ | ------- | ------------------ |
| 4 листопада 2021   |         |                    |
| Бока Хуніорс       | 1:0     | Архентінос Хуніорс |
| 2 грудня 2021      |         |                    |
| Тальєрес (Кордова) | 1:0     | Годой-Крус         |

## Фінал
| 9 грудня 2021 2:10 (EEST) |

| Тальєрес (Кордова)                           | 0:0      | Бока Хуніорс                                  |
| -------------------------------------------- | -------- | --------------------------------------------- |
|                                              | Протокол |                                               |
|                                              | Пенальті |                                               |
| - Ретегуй - Фертолі - Мендес - Діас - Сантос | 4:5      | - Рохо - Іскієрдос - Павон - Сандес - Сальвіо |

| Естадіо Уніко Мадре де Сьюдадес, Сантьяго-дель-Естеро Арбітр: Даріо Еррера |